# Bilvadera Koppa, Shimoga
Bilvadera Koppa là một làng thuộc tehsil Shimoga, huyện Shimoga, bang Karnataka, Ấn Độ.